# Уивер, Сигурни
Сигу́рни Александра Уи́вер (англ. Sigourney Alexandra Weaver, /sɪˈɡɔːrni/, имя при рождении — Сью́зен; род. 8 октября 1949, Манхэттен, Нью-Йорк, США) — американская актриса кино, телевидения и озвучивания, продюсер. Приобрела широкую известность после исполнения роли Эллен Рипли в фильмах «Чужой» (1979), «Чужие» (1986), «Чужой 3» (1992) и «Чужой: Воскрешение» (1997). Эта роль принесла ей множество наград, в том числе и номинацию на премию «Оскар», а героиня актрисы, Эллен Рипли, стала одним из самых значительных женских героев в мировом кино. Считается ветераном экшн-героинь в научно-фантастических фильмах.
Трижды номинировалась на премию «Оскар» (1987, 1989 — дважды). Обладательница премий «Золотой глобус» (1989 — дважды), BAFTA (1998) и «Сатурн» (1987, 2010). 16 декабря 1999 года Сигурни Уивер была удостоена именной звезды на Голливудской «Аллее славы».

## Ранние годы
Сигурни Уивер родилась в Нью-Йорке в семье тогдашнего президента телерадиокомпании NBC Сильвестра «Пэта» Уивера (1908—2002) и бывшей британской актрисы Элизабет Инглис (1913—2007). Помимо неё, в семье рос её старший брат Траян (род. 1945). Дядя актрисы, Дудлс Уивер (1911—1983), был актёром-комиком.
В детстве будущая актриса была окружена многочисленными нянями и служанками, а когда пришло время учиться, мать отправила Сьюзен в частную нью-йоркскую школу. Уивер с самого детства была намного выше своих сверстников, поэтому часто становилась объектом насмешек последних. Чтобы избежать этого и завоевать уважение учеников, она превратилась в своего рода школьного клоуна[уточнить].
В 1962 году её семья ненадолго переехала в Сан-Франциско, а позже — обратно на восток, в Коннектикут, где Сьюзен посещала частную среднюю школу для девочек Ethel Walker School. В 1963 году, вдохновлённая одной из героинь романа Ф. Скотта Фицджеральда «Великий Гэтсби», Сьюзен изменила своё имя на Сигурни.
После окончания школы в 1967 году Сигурни уехала на несколько месяцев в Израиль, где жила в кибуце.
В 1969 году, по возвращении в США, Уивер изучала английскую литературу в Стэнфорде, а также драматическое искусство в Йельском университете. Тогда же она начала играть в школьных спектаклях.

## Карьера

### Начало
Дебютом на большом экране для Сигурни Уивер стал крохотный эпизод у Вуди Аллена в фильме «Энни Холл» 1977 года, однако уже через два года благодаря роли лейтенанта Эллен Рипли в фантастическом боевике Ридли Скотта «Чужой», вышедшем на экраны в 1979 году, актриса стала широко известна.
Фильм Скотта и персонаж Уивер стали культовыми не только среди почитателей кинофантастики, но и у поклонников кино вообще. Впоследствии Сигурни Уивер снялась ещё в трёх сиквелах «Чужого», став тем самым одной из жанрообразующих фигур фантастического боевика. Более того, исполнение ею роли Эллен Рипли во второй серии «Чужих» принесло ей номинацию на премию «Оскар» за лучшую женскую роль.
Кроме того, Сигурни Уивер была номинирована на эту престижную кинопремию за роль активиста по защите животных Дайан Фосси в фильме «Гориллы в тумане», а также за роль стервозной начальницы в популярной комедии конца 1980-х годов «Деловая девушка». Уивер выдвигалась на «Оскар» за эти роли в один год. Помимо этого, за оба фильма она получила премию «Золотой глобус».

### Новые проекты
В 2006 году с участием актрисы вышло три фильма. Первый из них зрители увидели в феврале 2006 года на Берлинском кинофестивале: в фильме «Снежный пирог» Уивер сыграла больную аутизмом женщину. Также она сыграла роль властного продюсера программы теленовостей в комедийном фильме Джейка Кэздана «Телевизор» и роль в фильме-биографии писателя Трумена Капоте «Дурная слава».
В начале декабря 2006 года Уивер снималась в Нью-Йорке в драме «Девушка в парке». Фильм рассказывает историю одинокой женщины, давно потерявшей свою маленькую дочь и спустя много лет встречающую похожую на неё случайную девушку (Кейт Босуорт).
Роль преданной матери, потерявшей собственного сына-гея, в телевизионной драме «Молитвы за Бобби» принесла Уивер очередные номинации на премии «Эмми» и «Золотой глобус».
Одни из последних крупных ролей Уивер в кино — «Аватар», «Снова ты», «Погоня», «Хижина в лесу», «Средь бела дня» и «Красные огни». В 2013 году за роль госсекретаря США Элейн Бэрриш в мини-сериале «Политические животные» была в седьмой раз номинирована на «Золотой глобус» и в третий раз на «Эмми».
В сентябре 2011 года было подтверждено, что актриса примет участие в съёмках фильма «Аватар 2», сиквела первой части.

## Личная жизнь
В 1967 году, временно проживая в Израиле, Уивер обручилась с репортёром Аароном Латамом, однако довольно скоро они расстались.
В 1983 году Сигурни Уивер познакомилась на театральном фестивале в Уильямстауне с режиссёром Джимом Симпсоном, а уже 1 октября 1984 года вышла за него замуж. Симпсон моложе своей супруги-актрисы на шесть лет. У супругов есть дочь Шарлотта Симпсон (род. 13 апреля 1990 года).
После работы над фильмом «Гориллы в тумане» Сигурни Уивер стала сторонницей фонда The Dian Fossey Gorilla Fund и в настоящее время является его почётным председателем. За работу в фонде она была удостоена премии от клуба Explorers Club. Уивер является ярой защитницей окружающей среды.
В 2013 году Уивер выступила с критикой политики президента РФ Владимира Путина, которого назвала «настоящим диктатором», и призвала к поддержке российского ЛГБТ-сообщества и участниц группы Pussy Riot.

## Фильмография
| Год       |     | Русское название                                     | Оригинальное название                          | Роль                                                         |
| --------- | --- | ---------------------------------------------------- | ---------------------------------------------- | ------------------------------------------------------------ |
| 1976      | с   | Сомерсет                                             | Somerset                                       | Райан Авис                                                   |
| 1977      | ф   | Энни Холл                                            | Annie Hall                                     | подруга Элви                                                 |
| 1978      | ф   | Безумец                                              | Madman                                         | Имя персонажа неизвестно                                     |
| 1979      | ф   | Чужой                                                | Alien                                          | Эллен Рипли                                                  |
| 1981      | ф   | Свидетель                                            | Eyewitness                                     | Тони Соколов                                                 |
| 1982      | ф   | Год опасной жизни                                    | The Year of Living Dangerously                 | Джилл Брайант                                                |
| 1984      | ф   | Охотники за привидениями                             | Ghostbusters                                   | Дана Барретт                                                 |
| 1985      | ф   | Одна женщина или две                                 | Une femme ou deux                              | Джессика Фитцжеральд                                         |
| 1986      | ф   | Чужие                                                | Aliens                                         | Эллен Рипли                                                  |
| 1986      | ф   | Улица полумесяца                                     | Half Moon Street                               | доктор Лорен Слотер                                          |
| 1988      | ф   | Гориллы в тумане                                     | Gorillas in the Mist: The Story of Dian Fossey | Дайан Фосси                                                  |
| 1988      | ф   | Деловая девушка                                      | Working Girl                                   | Кэтрин Паркер                                                |
| 1989      | ф   | Охотники за привидениями 2                           | Ghostbusters II                                | Дана Барретт                                                 |
| 1992      | ф   | Чужой 3                                              | Alien 3                                        | Эллен Рипли                                                  |
| 1992      | ф   | 1492: Завоевание рая                                 | 1492: Conquest of Paradise                     | королева Изабелла                                            |
| 1993      | ф   | Дэйв                                                 | Dave                                           | Эллен Митчелл                                                |
| 1994      | ф   | Смерть и девушка                                     | Death and the Maiden                           | Полина Эскобар                                               |
| 1994      | кор | Дикие лебеди                                         | The Wild Swans                                 | рассказчик                                                   |
| 1995      | ф   | Джеффри                                              | Jeffrey                                        | Дебра Мурхауз                                                |
| 1995      | ф   | Имитатор                                             | Copycat                                        | Хелен Хадсон                                                 |
| 1997      | тф  | Белоснежка: Страшная сказка                          | Snow White: A Tale of Terror                   | Клаудиа Хоффман                                              |
| 1997      | ф   | Ледяной ветер                                        | The Ice Storm                                  | Джейни Карвер                                                |
| 1997      | ф   | Чужой: Воскрешение                                   | Alien: Resurrection                            | Эллен Рипли                                                  |
| 1999      | ф   | Карта мира                                           | A Map of the World                             | Элис Гудвин                                                  |
| 1999      | ф   | В поисках Галактики                                  | Galaxy Quest                                   | Гвен ДеМарко                                                 |
| 2000      | ф   | Свой парень                                          | Company Man                                    | Дейзи Квимп                                                  |
| 2001      | ф   | Сердцеедки                                           | Heartbreakers                                  | Макс Коннерс                                                 |
| 2002      | мс  | Футурама (четвёртый сезон, эпизод «Love and Rocket») | Futurama                                       | бортовой компьютер                                           |
| 2002      | ф   | Ловелас                                              | Tadpole                                        | Ева Грубман                                                  |
| 2002      | ф   | Парни                                                | The Guys                                       | Джоан                                                        |
| 2003      | ф   | Клад                                                 | Holes                                          | Уорден Уокер                                                 |
| 2004      | ф   | Таинственный лес                                     | The Village                                    | Элис Хант                                                    |
| 2004      | ф   | Вымышленные герои                                    | Imaginary Heroes                               | Сэнди Тревис                                                 |
| 2006      | ф   | Снежный пирог                                        | Snow Cake                                      | Линда Фриман                                                 |
| 2006      | ф   | Телевизор                                            | The TV Set                                     | Ленни                                                        |
| 2006      | ф   | Дурная слава                                         | Infamous                                       | Бейб Пейли                                                   |
| 2007      | ф   | Девушка в парке                                      | The Girl in the Park                           | Джулия Сэндбург                                              |
| 2007      | мф  | Новые приключения Золушки                            | Happily N'Ever After                           | Фрида                                                        |
| 2008      | ф   | Перемотка                                            | Be Kind Rewind                                 | мисс Лоусон                                                  |
| 2008      | ф   | Точка обстрела                                       | Vantage Point                                  | Рекс Брукс                                                   |
| 2008      | ф   | Ой, мамочки                                          | Baby mama                                      | Чаффи Бикнелл                                                |
| 2008      | мф  | ВАЛЛ-И                                               | WALL-E                                         | бортовой компьютер                                           |
| 2008      | с   | Элай Стоун                                           | Eli Stone                                      | терапевт                                                     |
| 2008      | мф  | Приключения Десперо                                  | The Tale of Despereaux                         | рассказчик                                                   |
| 2009      | тф  | Молитвы за Бобби                                     | Prayers for Bobby                              | Мэри Гриффит                                                 |
| 2009      | ф   | Аватар                                               | Avatar                                         | Грейс Огустин                                                |
| 2010      | ф   | Сумасшедший на воле                                  | Crazy on the Outside                           | Вики                                                         |
| 2010      | ф   | Снова ты                                             | You Again                                      | Рамона «Мона» Кларк                                          |
| 2011      | ф   | Совсем не бабник                                     | Cedar Rapids                                   | Мэйси                                                        |
| 2011      | ф   | Пол: Секретный материальчик                          | Paul                                           | Большой Брат                                                 |
| 2011      | ф   | Погоня                                               | Abduction                                      | доктор Беннет                                                |
| 2011      | ф   | Хижина в лесу                                        | The Cabin in the Woods                         | режиссёр                                                     |
| 2012      | ф   | Красные огни                                         | Red Lights                                     | Маргарет Мэтисон                                             |
| 2012      | ф   | Средь бела дня                                       | The Cold Light of Day                          | Каррак                                                       |
| 2012      | мтф | Политиканы                                           | Political Animals                              | Элейн Бэрриш                                                 |
| 2012      | ф   | Вампирши                                             | Vamps                                          | Цессерия                                                     |
| 2014      | ф   | Исход: Цари и боги                                   | Exodus: Gods and Kings                         | Туя                                                          |
| 2014      | кор | Моя депрессия                                        | My Depression                                  | рассказчик                                                   |
| 2015      | ф   | Робот по имени Чаппи                                 | Chappie                                        | Мишель Брэдли                                                |
| 2015      | мс  | Супергерой на полставки                              | Penn Zero: Part-Time Hero                      | леди Старбластер                                             |
| 2016      | мф  | В поисках Дори                                       | Finding Dory                                   | голос в океанариуме                                          |
| 2016      | ф   | Охотники за привидениями                             | Ghostbusters                                   | доктор Ребекка Горин                                         |
| 2016      | ф   | Голос монстра                                        | A Monster Calls                                | бабушка Конора                                               |
| 2016      | ф   | Томбой                                               | Tomboy                                         | доктор Рейчел Кай                                            |
| 2017      | ф   | Истории семьи Майровиц                               | The Meyerowitz Stories                         | камео                                                        |
| 2017      | кор | Ракка                                                | Rakka                                          | Джаспер                                                      |
| 2015—2017 | с   | Доктор Мартин                                        | Doc Martin                                     | Бет Трайвик                                                  |
| 2017      | с   | Защитники                                            | Marvel’s The Defenders                         | Александра Рид                                               |
| 2020      | ф   | Мой год в Нью-Йорке                                  | My Salinger Year                               | Маргарет                                                     |
| 2021      | ф   | Охотники за привидениями: Наследники                 | Ghostbusters: Afterlife                        | Дана Барретт                                                 |
| 2022      | ф   | Садовник                                             | Master Gardener                                | миссис Хаверхилл                                             |
| 2022      | ф   | Аватар: Путь воды                                    | Avatar: The Way of Water                       | Грейс Огустин, Кири Огустин (приёмная дочь Джейка и Нейтири) |
| 2022      | ф   | Звоните Джейн                                        | Call Jane                                      | Вирджиния                                                    |
| 2023      | с   | Потерянные цветы Элис Харт                           | The Lost Flowers of Alice Hart                 | Джун Харт                                                    |
| 2025      | ф   | Аватар 3                                             | Avatar 3                                       | Кири Огустин (приёмная дочь Джейка и Нейтири)                |
| 2025      | ф   | Ущелье                                               | The Gorge                                      | Бартоломью                                                   |
|           | ф   | Пыльный кролик                                       | Dust Bunny                                     | снималась                                                    |

## Видеоигры
| Год  | Название                         | Роль          | Примечания                                            |
| ---- | -------------------------------- | ------------- | ----------------------------------------------------- |
| 2009 | James Cameron's Avatar: The Game | Грейс Огустин | Версии Xbox 360 / PS3 / Wii                           |
| 2014 | Alien: Isolation                 | Эллен Рипли   | Ведущая роль «Crew Expendable», «Last Survivor» (DLC) |

## Награды и номинации
Полный список наград и номинаций на сайте IMDb.com.
| Категория                                               | Год     | Работа                        | Итог      |
| «Оскар»                                                 | «Оскар» | «Оскар»                       | «Оскар»   |
| ------------------------------------------------------- | ------- | ----------------------------- | --------- |
| Лучшая актриса                                          | 1987    | «Чужие»                       | Номинация |
| Лучшая актриса                                          | 1989    | «Гориллы в тумане»            | Номинация |
| Лучшая актриса второго плана                            | 1989    | «Деловая девушка»             | Номинация |
| «Золотой глобус»                                        |         |                               |           |
| Лучшая актриса в драматическом фильме                   | 1987    | «Чужие»                       | Номинация |
| Лучшая актриса в драматическом фильме                   | 1989    | «Гориллы в тумане»            | Награда   |
| Лучшая актриса второго плана в кинофильме               | 1989    | «Деловая девушка»             | Награда   |
| Лучшая актриса второго плана в кинофильме               | 1998    | «Ледяной ветер»               | Номинация |
| Лучшая актриса в драматическом фильме                   | 2000    | «Карта мира»                  | Номинация |
| Лучшая актриса в мини-сериале или телефильме            | 2010    | «Молитвы за Бобби»            | Номинация |
| Лучшая актриса в мини-сериале или телефильме            | 2013    | «Политиканы»                  | Номинация |
| BAFTA                                                   |         |                               |           |
| Самый многообещающий дебютант, исполнивший главную роль | 1980    | «Чужой»                       | Номинация |
| Лучшая актриса второго плана                            | 1990    | «Деловая девушка»             | Номинация |
| Лучшая актриса второго плана                            | 1998    | «Ледяной ветер»               | Награда   |
| «Сатурн»                                                |         |                               |           |
| Лучшая киноактриса                                      | 1980    | «Чужой»                       | Номинация |
| Лучшая киноактриса                                      | 1987    | «Чужие»                       | Награда   |
| Лучшая киноактриса                                      | 1993    | «Чужой 3»                     | Номинация |
| Лучшая киноактриса                                      | 1998    | «Чужой: Воскрешение»          | Номинация |
| Лучшая киноактриса                                      | 2000    | «В поисках Галактики»         | Номинация |
| Лучшая киноактриса второго плана                        | 2010    | «Аватар»                      | Награда   |
| «Эмми»                                                  |         |                               |           |
| Лучшая актриса в мини-сериале или телефильме            | 1998    | «Белоснежка: Страшная сказка» | Номинация |
| Лучшая актриса в мини-сериале или телефильме            | 2009    | «Молитвы за Бобби»            | Номинация |
| Лучшая актриса в мини-сериале или телефильме            | 2013    | «Политические животные»       | Номинация |
| Премия Гильдии киноактёров США                          |         |                               |           |
| Лучшая актриса в телефильме или мини-сериале            | 1998    | «Белоснежка: Страшная сказка» | Номинация |
| Лучшая актриса в телефильме или мини-сериале            | 2010    | «Молитвы за Бобби»            | Номинация |
| Лучшая актриса в телефильме или мини-сериале            | 2013    | «Политиканы»                  | Номинация |
| «Гойя»                                                  |         |                               |           |
| Лучшая актриса второго плана                            | 2017    | «Голос монстра»               | Номинация |
| «Спутник»                                               |         |                               |           |
| Лучшая актриса второго плана в драматическом кинофильме | 1998    | «Ледяной ветер»               | Номинация |
| Лучшая актриса в драматическом кинофильме               | 2000    | «Карта мира»                  | Номинация |
| Лучшая актриса в комедийном кинофильме или мюзикле      | 2002    | «Сердцеедки»                  | Номинация |
| Лучшая актриса в драматическом кинофильме               | 2003    | «Парни»                       | Номинация |
| Лучшая актриса в драматическом кинофильме               | 2005    | «Вымышленные герои»           | Номинация |
| Лучшая актриса в мини-сериале или телефильме            | 2009    | «Молитвы за Бобби»            | Номинация |
| Лучшая актриса в мини-сериале или телефильме            | 2012    | «Политиканы»                  | Номинация |
| «Джини»                                                 |         |                               |           |
| Лучшая актриса                                          | 2007    | «Снежный пирог»               | Номинация |
| «Тони»                                                  |         |                               |           |
| Лучшая актриса второго плана в пьесе                    | 1985    | «Переполох»                   | Номинация |
| Голливудская «Аллея славы»                              |         |                               |           |
| Именная звезда за вклад в киноиндустрию                 | 1999    |                               | Звезда    |

### На английском языке
- Scanlon, Paul; Cross, Michael (2012). The Book of Alien. London: Titan Books, 112 pages, ill. ISBN 978-1-8528-6483-5
- Smith, Emily (2011). The Sigourney Weaver Handbook — Everything you need to know about Sigourney Weaver. Tebbo, 1 page. ISBN 978-1-7433-3509-3